# Associació espanyola per a Pacients amb Tics i Síndrome de Tourette
L'Associació espanyola per a Pacients amb Tics i Síndrome de Tourette (APTT) és una organització sense ànim de lucre que ofereix ajut als afectats per la síndrome de Tourette i les seves famílies, perquè puguin millorar la qualitat de vida. També informa sobre aquesta síndrome a la societat en general i als professionals de la medicina en particular, per aconseguir diagnòstics precisos i tractaments adequats. Dona suport a la investigació sobre la natura d'aquesta malaltia i sobre els nous tractaments que van apareixent.
L'APTT va ser fundada l'any 1985 a Barcelona, on hi té la seu, pels neuròlegs Eduard Tolosa i Àngels Bayés, qui n'és la presidenta. El doctor Tolosa havia fet una estada als Estats Units i s'havia interessat per la feina de les associacions de tourettes estatunidenques, i la doctora Bayés havia contactat amb alguns afectats.
El seu president d'honor és Quim Monzó.